# 4-й добровольческий Галицкий полк СС
4-й добровольческий Галицкий полк СС — немецкий полицейский полк СС, сформированный 5 июля 1943 года из украинских добровольцев, которые не были допущены по состоянию здоровья или физического состояния к службе в 14-й гренадерской дивизии СС. Расформирован 9 июня 1944 года.

## История
Из первого набора добровольцев, не допущенных в 14-ю гренадерскую дивизию СС, были созданы полки полиции СС с номерами 4, 5, 6, 7, 8. Они предназначались для полицейских операций, поэтому добровольцы проходили отдельную военную подготовку, адаптированную к полицейской службе, и носили форму вспомогательной полиции. Формирование этих подразделений координировалось сформированным в Берлине штабом во главе с полковником Шуцполиции Рихардом Штаном. Основной задачей этих частей было обеспечение тыла немецкой армии в Восточной Галиции и других оккупированных территориях Европы, в том числе и в Нидерландах и Франции.
Полк с самого начала обучался в Германии, а затем в Нидерландах. Первоначально в его состав входили 1264 солдата и офицера. Его командиром был штурмбаннфюрер СС Зигфрид Бинц. Капелланом 4-го полка был Осип Карпинский.
В середине февраля 1944 года полк дислоцировался на линии Золочев-Броды-Збараж, в нескольких километрах от линии фронта. Там он участвовал в антипартизанских операциях.
По данным ряда польских историков, в феврале 1944 года 4-й добровольческий галицкий полк при содействии УПА принял участие в уничтожении польского села Гута Пеняцка, где было сожжено 172 дома и зверски уничтожено более 500 человек польского населения, включая женщин и детей. В марте ими же, при содействии отряда УПА, в доминиканском монастыре села Подкамень было уничтожено более 250 поляков.
В марте 1944 г. 4-й и 5-й полки галицкой полиции были переданы под командование СС и командира полиции в Кракове, который, несмотря на приказы и напоминания, отдал приказ на их расформирование только в июне 1944 г. 22 апреля 1944 года Генрих Гиммлер отдал приказ направить полицейские полки на передовые операции на Восточном фронте, приказ не был выполнен полицейским командованием. Лишь два батальона (I и II) 4-го полка полиции СС сражались на фронте и были уничтожены в июле 1944 года под Бродами. По словам польского историка Гжегожа Мотыки, в связи с наступлением Красной Армии 3-й батальон 4-го полка весной 1944 года был отправлен на передовую. Значительная часть солдат батальона погибла в боях под Збаражем и Тернополем, а остальные батальоны не смогли принять участие в битве при Бродах.
После поражения 14-й дивизии в битве при Бродах в июле 1944 года уцелевшие из полицейских полков (включая остатки разбитого 4-го полка полиции СС) были включены в 14-ю гренадерскую дивизию СС в рамках её реорганизации в тренировочном лагере Нойхаммер.